# Seven (musikalbum av Bob Seger)
Seven är ett musikalbum av Bob Seger lanserat 1974 på hans eget skivbolag Palladium Records. Albumet blev ingen kommersiell framgång även om dess första låt "Get Out Of Denver" blev en regional hit i USA och nådde plats 80 på Billboard Hot 100-listan. Albumet som spelades in i Nashville var det första han gjorde tillsammans med The Silver Bullet Band som han senare på 1970-talet skulle åtnjuta sina största skivframgångar med. Seger komponerade alla albumets låtar.
Seven har getts ut på CD på 1990-talet men nyproduceras inte längre. Detta trots att albumet anses tillhöra hans bästa. Stephen Thomas Erlevine gav exempelvis albumet full pott i en retrospektiv recension för Allmusic och skrev "Skivan gjorde ingen succé, den listnoterades inte ens. Men det ändrar inte det faktum att det är ett av hans allra bästa album.

## Låtlista
(Alla låtar komponerade av Bob Seger)
1. "Get Out of Denver" - 2:44
2. "Long Song Comin'" - 4:30
3. "Need Ya" - 3:22
4. "School Teacher" - 2:45
5. "Cross of Gold" - 2:23
6. "U.M.C. (Upper Middle Class)" - 3:15
7. "Seen a Lot of Floors" - 3:00
8. "20 Years from Now" - 4:32
9. "All Your Love" - 4:28